# ACAO SPA & RESORT
ACAO SPA & RESORT（アカオ スパ アンド リゾート）は、静岡県熱海市のリゾート施設、およびその運営企業の名称。
錦ヶ浦から南方の曽我・曽我浦（そがうら）にかけて広大な敷地を擁し、複数のホテル・施設からなるリゾートエリアを形成している。
2022年11月にマイステイズ・ホテル・マネジメント（現：アイコニア・ホスピタリティ、2025年7月に社名変更）が錦ヶ浦の2ホテルなどの事業を継承したが、アカオの名称が維持されたまま運営されていることや、歴史的経緯なども踏まえ、本記事で引き続き併せて記述する。

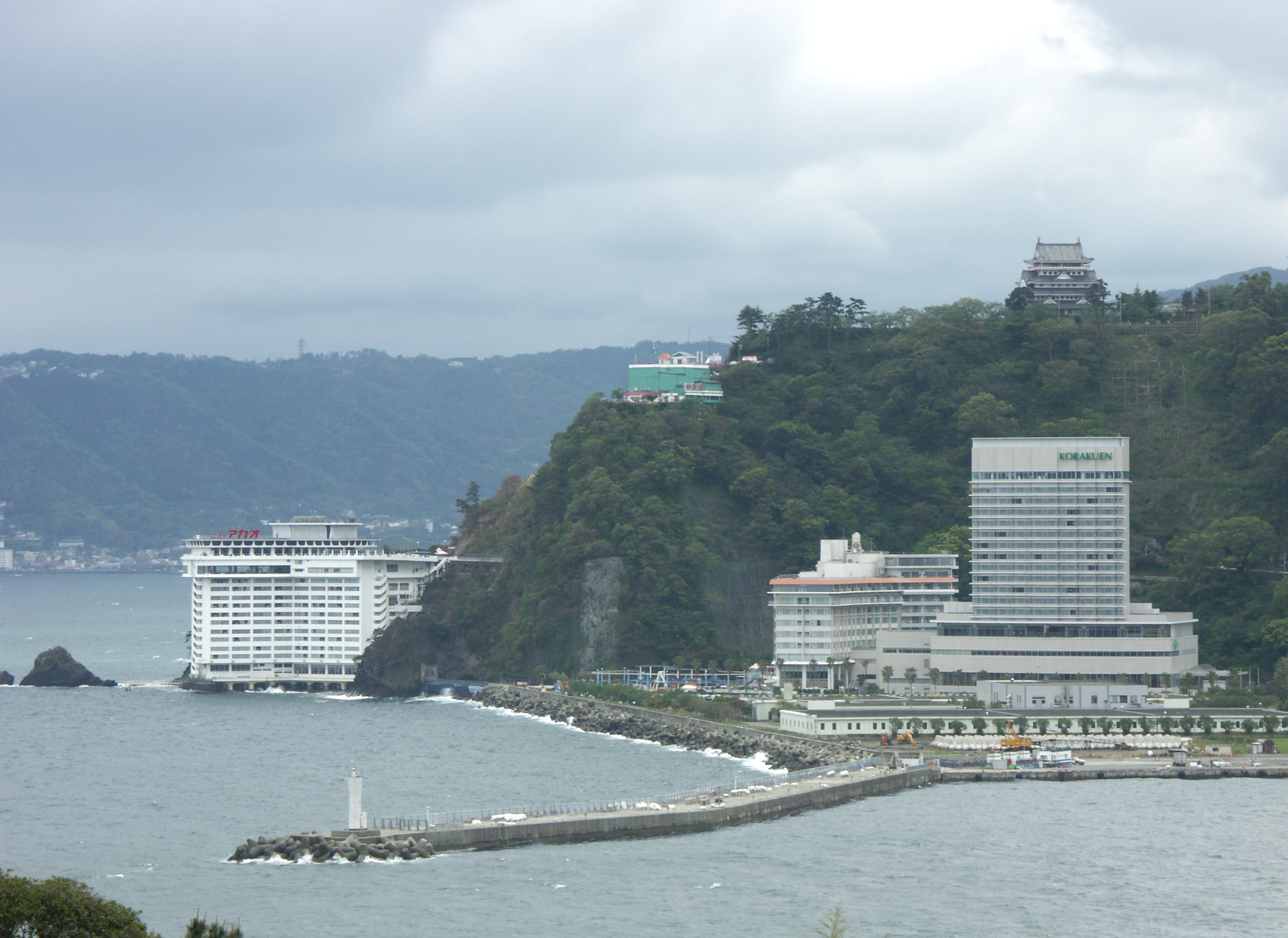
熱海市街地から見た熱海港と錦ヶ浦。左奥にあるのがホテルニューアカオ。

## 概要
かつては、ホテルニューアカオ（Hotel New Akao）を中心に、「アカオリゾート公国」（Akao Resort Dukedom）という名称で運営されていたが、2021年（令和3年）、創業家が経営から退き外部から会長（中野善壽）を招いた。同年10月20日に、運営企業が社名を「ACAO SPA & RESORT 株式会社」へと変更し、それに併せて、施設名の変更も順次行われた。
2021年（令和3年）11月16日、同社は休業中だったホテルニューアカオの48年間にわたる営業を終了したと発表。別館「ロイヤルウイング」は「HOTEL ACAO」に改称の上存続。
2022年（令和4年）11月21日、ACAO SPA & RESORTは、ホテル事業を投資ファンドのフォートレス・インベストメント・グループに売却、ホテル事業から撤退することを発表。売却対象となった HOTEL ACAO ANNEX （旧ホテルニューアカオ）と HOTEL ACAO の運営は、同ファンドの系列企業であるマイステイズ・ホテル・マネジメントが引き継がれる。今後はガーデン施設「アカオ・フォレスト」を中心とするリゾート事業の運営に集中する方針。
同年12月16日、マイステイズが「HOTEL ACAO（旧ロイヤルウイング）」を「ホテルニューアカオ（ホライゾンウイング）」へと改名、併せて旧ホテルニューアカオの2023年夏の宿泊事業再開を発表。またACAO側も、5年後の2027年に、FOREST/BEACHの敷地で富裕層向けビレッジ型宿泊事業に参入する計画を発表。
2023年（令和5年）4月28日、旧ホテルニューアカオが7月1日に「ホテルニューアカオ オーシャンウイング」として宿泊再開することが発表された。

## ACAO SPA & RESORT系

### ACAO FOREST
1988年（昭和63年） に「曽我森林自然園」として開業。2002年（平成14年）に「アカオリゾート公国」の発足に合わせて「アカオハーブ&ローズガーデン」に改称。2021年（令和3年）に「ACAO SPA & RESORT」の発足に合わせて「ACAO FOREST」に改称。
曽我の山中の東京ドーム13個分の敷地に、12種類のテーマ別の庭園が点在。
園内の南方奥の山中には「曽我浅間神社」が所在。
2017年（平成29年）9月19日に隈研吾設計のカフェ「COEDA HOUSE」（コエダハウス）開業。

### ACAO BEACH
1982年（昭和57年）に「ビーチリゾート曽我浦」として開業。2002年（平成14年）に「アカオリゾート公国」の発足に合わせて「アカオビーチリゾート」に改称。2021年（令和3年）に「ACAO SPA & RESORT」の発足に合わせて「ACAO BEACH」に改称。
2017年（平成29年）4月29日にアウトドア施設「Outdoor Village SOGAURA」（アウトドアビレッジ曽我浦）開業。

## アイコニア（旧マイステイズ）系
アイコニアの中ではアイコニアコレクション（マイステイズ時代はマイステイズコレクション）の中に位置づけられている。

### ホテルニューアカオ

#### ホライゾンウイング（旧・ロイヤルウイング）
1994年（平成6年）に「ロイヤルウイング」の名称で開業。2021年（令和3年）に「ACAO SPA & RESORT」の発足に合わせて「HOTEL ACAO」へと改称。翌2022年（令和4年）にマイステイズへと事業継承され「ホテルニューアカオ（ホライゾンウイング）」へと改称。
鉄筋12階建、客室100室。
ニューアカオ南西の崖上、山上の熱海城・熱海秘宝館付近の道路へまたがる形で立地。
展望ラウンジ「ロイヤルラウンジ」、フレンチレストラン「ボヌール」、和食レストラン「舞扇」。

#### オーシャンウイング（旧・ホテルニューアカオ）
1973年（昭和48年）に「ホテルニューアカオ」として開業。2021年（令和3年）に「ACAO SPA & RESORT」の発足に合わせてホテル営業利用を終了した後、「HOTEL ACAO ANNEX」の名称でアートや音楽のイベント施設として活用される。翌2022年（令和4年）にマイステイズへと事業継承され、2023年（令和5年）7月1日に「ホテルニューアカオ オーシャンウイング」として宿泊事業再開（予定）。
鉄筋20階建、客室250室。
「錦ヶ浦トンネル」東方の旧道、明治時代のトンネル「観魚洞隧道」を抜けた先にある錦ヶ浦の北東部、崖から海上にかけてに立地。
1978年（昭和53年）、ホテル内にオーシャンビューレストラン「メインダイニング錦」開業。
2021年（令和3年）11月、長期休業を経て営業終了。その後、「ATAMI ART GRANT」(PROJECT ATAMI) の会場などとして、活用されている。
主な施設
- 17階 - ロビー、ガーデンロビー（屋外）、ショップ曙
- 15階 - サロンド錦鱗（きんりん）、黒潮
- 2階 - メインダイニング錦、ラウンジ「アビース」、朝市サンレモ市場、ショッピングコーナー、卓球コーナー、ゲームコーナー
- 1階 - カラオケルーム、アカオ温泉街「にぎわい横丁」、ダンスホール、レンタルドレス海雅、スパリウム波音、オーシャンプール（屋外）

### スパリウムニシキ
2018年（平成30年）開業。
ニューアカオ南西、ロイヤルウイング東向の崖「錦崎庭園」に立地。
宿泊者専用スパ。

### 花の妖精
一般客にも開放されている錦ヶ浦南方のオーシャンビューカフェ。「伊豆一の絶景カフェ」を謳う。
「錦ヶ浦トンネル」東方のホテルエリアから南進し、駐車場を挟んだ「曽我浦トンネル」東方の旧道脇崖「扇崎庭園」内に立地。

## 歴史
- 1954年（昭和29年）3月 - 創業者・赤尾蔵之助が赤尾旅館の営業開始[10][11]。
- 1961年（昭和36年） - 赤尾ホテル営業開始[10][11]。
- 1963年（昭和38年） - 錦ヶ浦の用地取得[10]。
- 1970年（昭和45年）6月 - 株式会社ホテルニューアカオ設立[1]。
- 1973年（昭和48年）1月 - ホテルニューアカオ営業開始[10][11]。
- 1978年（昭和53年） - 「メインダイニング錦」完成[10][11]。
- 1982年（昭和57年） - ビーチリゾート曽我浦（後のアカオビーチリゾート）営業開始[10][11]。
- 1988年（昭和63年） - 曽我森林自然園（後のアカオハーブ&ローズガーデン）営業開始[10][11]。
- 1994年（平成6年）10月 - ロイヤルウイング営業開始[10][11]。
- 2002年（平成14年）3月 - 「アカオリゾート公国」発足[10][11]。
- 2017年（平成29年）
  - 4月29日 - アカオビーチリゾート内「Outdoor Village SOGAURA」（アウトドアビレッジ曽我浦）営業開始。
  - 9月19日 - アカオハーブ&ローズガーデン内「COEDA HOUSE」（コエダハウス）営業開始[8]。
- 2018年（平成30年）4月1日 - スパリウムニシキ営業開始。
- 2021年（令和3年）
  - 7月3日　- 熱海市伊豆山土石流災害で被災した介護施設の55人の入居者と職員に、避難所として受け入れた。
  - 10月20日 - 社名を「ACAO SPA & RESORT 株式会社」へと改名[2]。
  - 11月16日 - 休業中だったホテルニューアカオの営業を終了したと発表。営業継続しているロイヤルウイングは「HOTEL ACAO」と名を改め今後も存続する。また同日から「ATAMI ART GRANT」を初開催、閉業したホテルニューアカオ建屋も、会場として活用された[9]。
- 2022年（令和4年）
  - 4月24日 - ACAO FOREST駐車場脇の「ショップ&レストラン」施設を改装し、「ACAO ROSE SQUARE」（アカオ・ローズ・スクエア）を開業。
  - 11月22日 - 錦ヶ浦の2ホテル等の事業をマイステイズ・ホテル・マネジメント（現：アイコニア・ホスピタリティ）へと譲渡。
  - 12月16日 - マイステイズが「HOTEL ACAO（旧ロイヤルウイング）」を「ホテルニューアカオ（ホライゾンウイング）」へと改名、併せて旧ホテルニューアカオの2023年夏の宿泊事業再開を発表[5]。またACAO側も、5年後の2027年に、FOREST/BEACHの敷地で富裕層向けビレッジ型宿泊事業に参入する計画を発表[6]。
  - 2024年（令和6年）7月29日 - 東京地方裁判所に民事再生法適用を申請。同日付で保全命令を受ける[12]。